# 高知市立朝倉第二小学校
高知市立朝倉第二小学校（こうちしりつ あさくらだいにしょうがっこう）は、高知県高知市若草南町にある公立小学校。
通学区域は概ね高知市朝倉地区の南部である。公立学校としての進学先は高知市立朝倉中学校。特別支援教育（障がい児教育）学級として「わかくさ学級」を設けている。学校改革目標として「自ら学び　たくましく生きる　人間性豊かな　子どもの育成」を掲げている。

## 年表
- 1972年（昭和47年）
  - 4月 - 創立。
  - 7月 - 校舎・給食棟運動場完成。
  - 8月 - 創立・落成式の各式典挙行。祝賀会開催。
  - 9月 - 新校地に移転。
- 1973年（昭和48年）
  - 10月 - 屋内体育館完成。
  - 12月 - プール完成。
- 1974年（昭和49年）3月 - 増築校舎（普通教室6・特別教室3）完成。
- 1983年（昭和58年）2月 - 創立10周年記念講演会を開催。
- 2001年（平成13年）9月 - 創立30周年記念式典を開催。
- 2002年（平成14年）
  - 4月 - 難聴学級再開。
  - 6月 - 朝倉夜間中学校が移転、新築。
  - 12月 - 正門の改修を行う。同時に、正門が大きくなり、歩道と車道を分離。
- 2005年（平成17年）
  - 3月 - 正面駐車場に防護柵設置。
  - 9月 - 警察直通緊急用ブザー設置。
  - 12月 - ミニダム（雨水タンク）と自立型太陽光発電システム設置。
- 2007年（平成19年）
  - 3月 - バイオトイレの設置・落成。
  - 5月 - 創立35周年記念大運動会開催。記念式典・祝賀会挙行。
- 2008年（平成20年）11月 - プールリフレッシュ工事竣工。
- 2009年（平成21年）3月 - プールリフレッシュ工事完了。
- 2010年（平成22年）
  - 5月 - 北舎耐震工事開始。放課後学習室開始。
  - 9月 - 北舎耐震工事終了。
- 2011年（平成23年）11月 - 創立40周年記念式典・記念行事・祝賀会を開催。
- 2022年（令和4年）11月23日 - 創立50周年記念式典挙行。

## 沿革
それまで高知市朝倉地区では高知市立朝倉小学校が唯一の小学校だったが、高知市郊外地域の人口増加などに伴って典型的な「マンモス校」となり、1971年（昭和46年）には児童数が1275名に達していた。そのため、校長会や高知市議会などでは学校の分離が提案され、1972年（昭和47年）4月に高知市立朝倉第二小学校が創立された。一学期の間は朝倉小学校の校舎で学び、校舎が竣工したことから二学期（9月）に新校舎に移った。創立当初は教職員数19名・児童数471名・13学級であった。
開校後も児童数が増加し続けたことから、1975年（昭和50年）3月には校舎を増築した。開校10周年の1982年（昭和57年）には、教職員数59名・児童数1038名・38学級となり、児童数が1000人を超えた。2018年度（平成30年度）の児童数は776名であり、教職員数は50名である。

## 周辺
- 高知市若葉保育園 - 進級前保育園
- 高知県立ふくし交流プラザ
- 国立病院機構高知病院
- 高知県立子鹿園
- 高知県立高知若草養護学校・国立高知病院分校
- 高知学芸中学校・高等学校
- 高知市立朝倉小学校
- 高知市立朝倉中学校
- 高知大学
- 国道56号

## アクセス

### 鉄道
- JR四国朝倉駅から、徒歩約1.4km・約21分。
- とさでん交通朝倉駅前電停から、徒歩約1.4km・約21分。

### 路線バス
- 高知県交通X5系統「朝倉第二小学校前」バス停下車。
- 県交北部交通V1系統「西横町」バス停下車後、徒歩約620m・約10分。